# Armand Pfister
Armand Pfister (15 de diciembre de 2002) es un deportista francés que compite en remo. Ganó una medalla de bronce en el Campeonato Europeo de Remo de 2025, en la prueba de cuatro sin timonel.

## Palmarés internacional
| Campeonato Europeo | Campeonato Europeo | Campeonato Europeo | Campeonato Europeo |
| Año                | Lugar              | Medalla            | Prueba             |
| ------------------ | ------------------ | ------------------ | ------------------ |
| 2025               | Plovdiv (Bulgaria) | Medalla de bronce  | Cuatro sin timonel |